# Drama (album Yes)
Drama – dziesiąty album studyjny grupy Yes, wydany w 1980 roku.

## Historia
Brak sukcesu albumu Tormato, nagranego w 1978,  a także zmiana pokoleniowa i ogólny kryzys w świecie muzycznym związanym z ekspansją punk rocka, spowodował zmiany personalne w zespole. Po odejściu Jona Andersona i Ricka Wakemana pozostali muzycy starali się ratować zespół dokooptowując nowego wokalistę i producenta Trevora Horna i pianistę Geoffa Downesa (tworzących wcześniej duet The Buggles). Grupa w nowym składzie w 1980 r. nagrała album Drama, na którym starała się odświeżyć swój tradycyjny styl. Mimo dobrych recenzji albumu oraz udanej trasy koncertowej, zespół rozpadł się.

## Spis utworów
1. Machine Messiah – 10:27
2. White Car – 1:21
3. Does It Really Happen? – 6:35
4. Into the Lens – 8:33
5. Run Through the Light – 4:43
6. Tempus Fugit – 5:15

wszystkie utwory: (Geoff Downes/Trevor Horn/Steve Howe/Chris Squire/Alan White)
Dodatkowe nagrania umieszczone na wydanej w roku 2004 reedycji albumu:
1. Into The Lens (I Am a Camera) (wersja singlowa)" – 3:47
2. Run Through the Light (Single Version)" – 4:31
3. Have We Really Got to Go Through This" – 3:43
4. Song No. 4 (Satellite)" – 7:31
5. Tempus Fugit (Tracking Session)" – 5:39
6. White Car (Tracking Session)" – 1:11
7. Dancing Through the Light" (Jon Anderson/Steve Howe/Chris Squire/Rick Wakeman/Alan White) – 3:16
8. Golden Age" (Jon Anderson/Steve Howe/Chris Squire/Rick Wakeman/Alan White) – 5:57
9. In the Tower" (Jon Anderson/Steve Howe/Chris Squire/Rick Wakeman/Alan White) – 2:54
10. Friend of a Friend" (Jon Anderson/Steve Howe/Chris Squire/Rick Wakeman/Alan White) – 3:38

## Twórcy
- Trevor Horn – wokal, bas na Run Through the Light
- Chris Squire – bas, wokal, pianino na Run Through the Light
- Steve Howe – gitary, wokal
- Geoff Downes – instrumenty klawiszowe
- Alan White – perkusja, instrumenty perkusyjne, wokal